# Маки (картина Ван Гога)
«Маки» (англ. Poppy Flowers, а также «Ваза с цветами» или «Ваза с вискариями») — картина Винсента Ван Гога, оценочная стоимость которой составляет от 50 до 55 миллионов долларов США. Её дважды крали из каирского музея Мохамеда Махмуда Халиля: сначала в 1977 году (вернули через десять лет), а затем в августе 2010 года; картина до сих пор не найдена.

## Описание
Работа представляет собой небольшую картину, её размер всего 65 х 54 см, выполнена в жанре натюрморт, на ней изображены жёлтые и красные цветы (маки), стоящие в тёмной вазе. Считается, что Ван Гог написал её в 1887 году, за три года до самоубийства. Яркие жёлтые и красные маки, контрастирующие с тёмным фоном, являются отражением глубокого восхищения Ван Гога Адольфом Монтичелли, пожилым французским художником, чьи работы повлияли на него, когда он впервые увидел их в Париже в 1886 году.

## Похищения
Картину крали дважды, в 1977 году и в 2010 году.

### Кража в 1977 году
В первый раз картина была украдена из каирского музея Мохамеда Махмуда Халиля 4 июня 1977 года и возвращена десятью годами позже из Кувейта.

### Кража в 2010 году
Картина снова была украдена из того же музея в августе 2010 года. Египетские власти ошибочно полагали, что нашли картину, когда всего через несколько часов после кражи двое подозреваемых итальянцев попытались сесть на самолёт в Италию в международном аэропорту Каира. Впоследствии выдвигалось предположение, что похищенная картина представляла собой копию с оригинала, украденного в 1977 году, и что на самом деле после первого похищения оригинал в музей не возвращался.

### Реакция на кражу
В октябре 2010 года египетский суд признал 11 сотрудников министерства культуры, включая заместителя министра культуры Мохсена Шаалана, виновными в халатности и профессиональных правонарушениях. Каждый из них был приговорен к трём годам тюремного заключения, но впоследствии их освободили под залог в размере около 1750 долларов до рассмотрения апелляции. После подачи апелляции Шаалан отбыл годичный тюремный срок, выйдя на свободу в 2013 году.
Египетский миллиардер Нагиб Савирис назначил вознаграждение в размере 175 000 долларов или 1 000 000 египетских фунтов за информацию, которая приведет к возвращению картины.